# Cerasus avium
Prunus avium là loài thực vật có hoa trong họ Hoa hồng. Loài này được (L.) Moench mô tả khoa học đầu tiên năm 1794.

## Hình ảnh

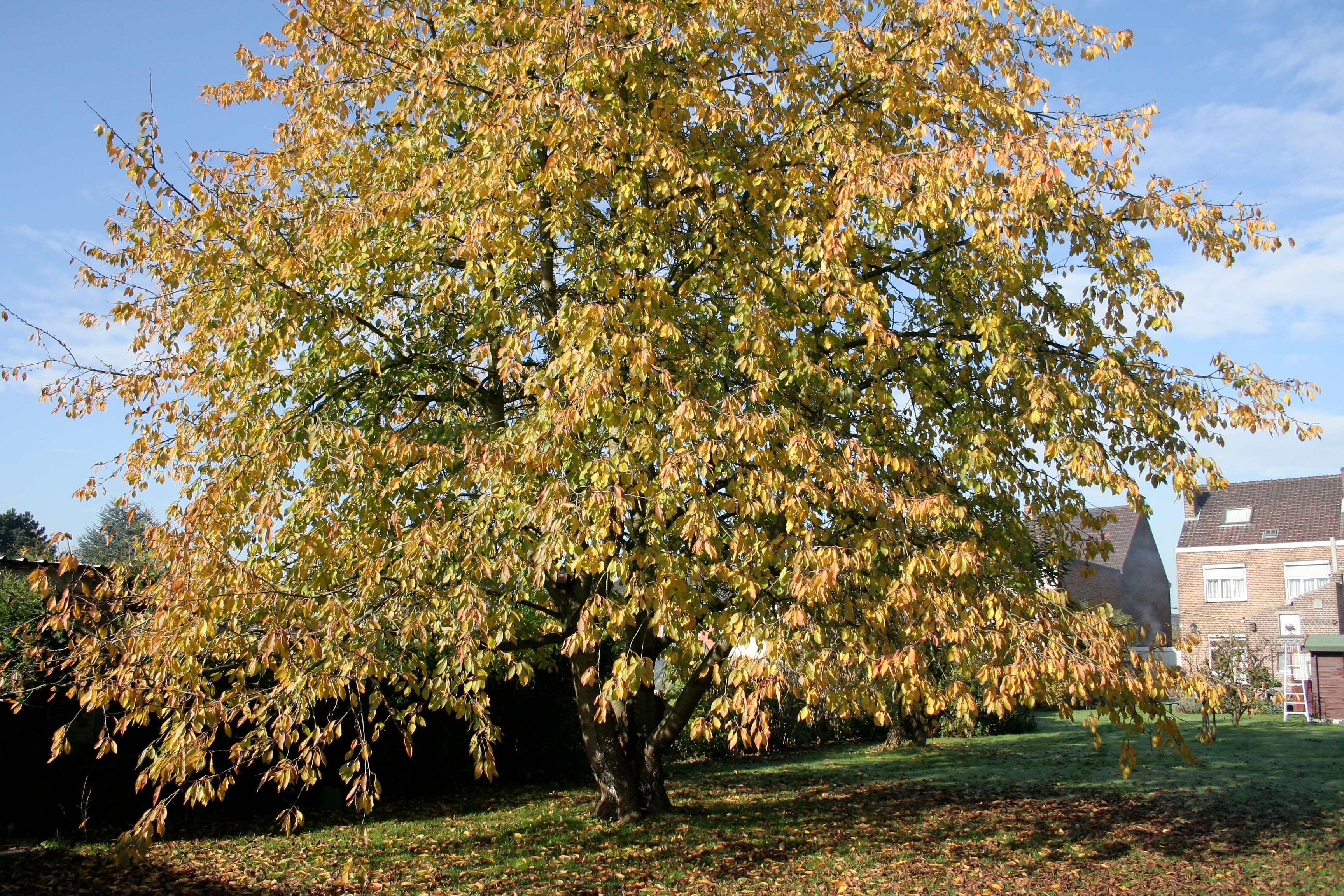
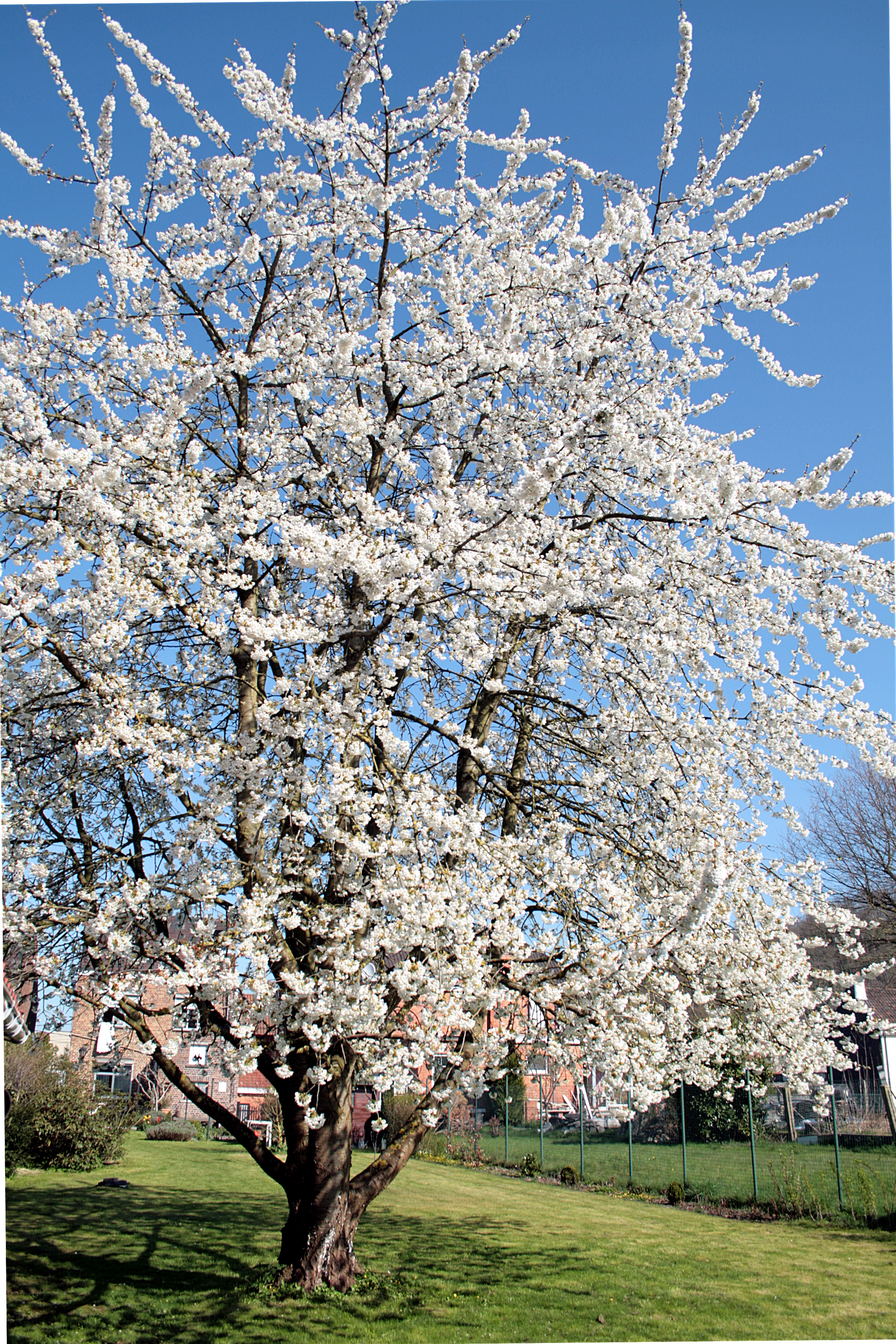
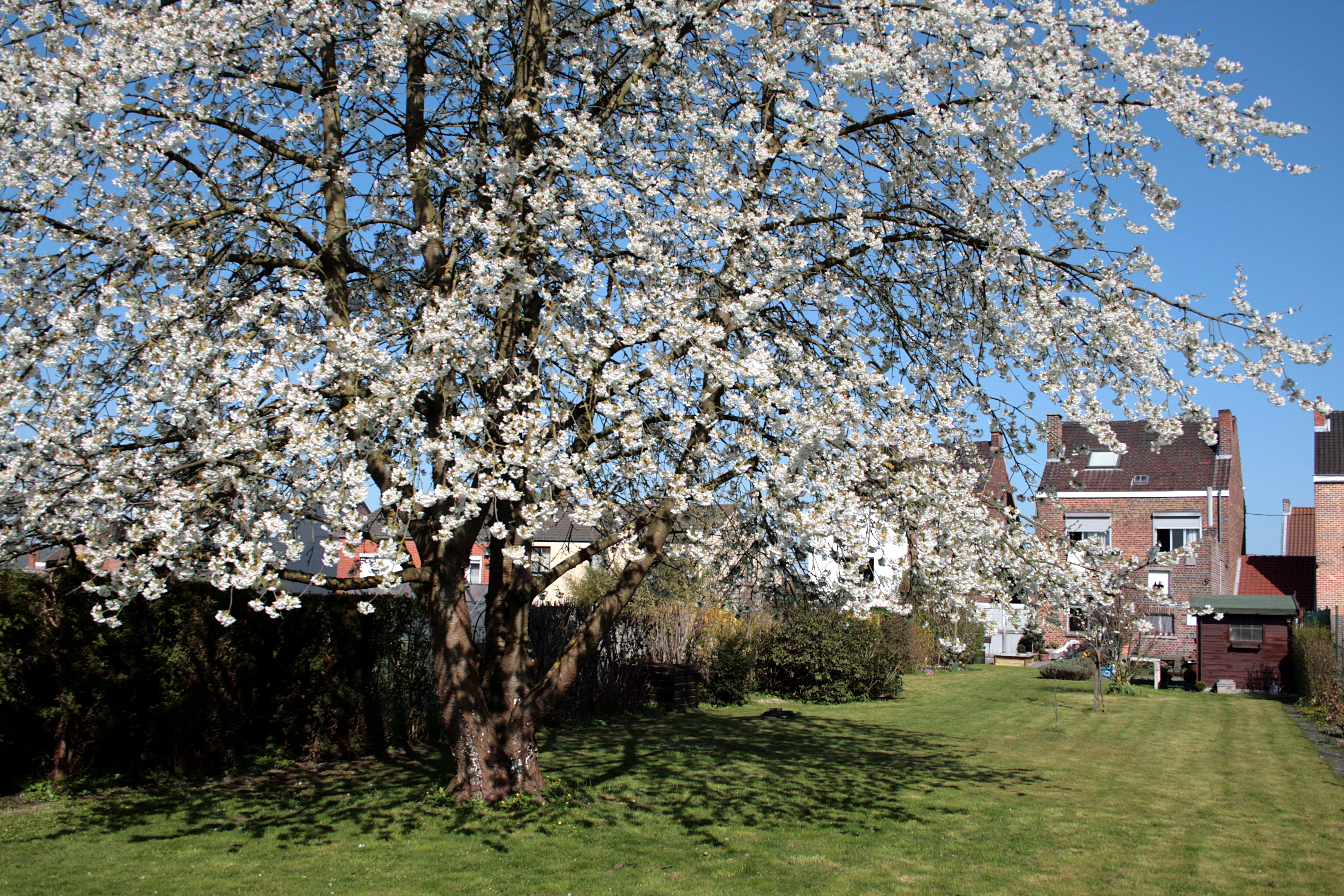
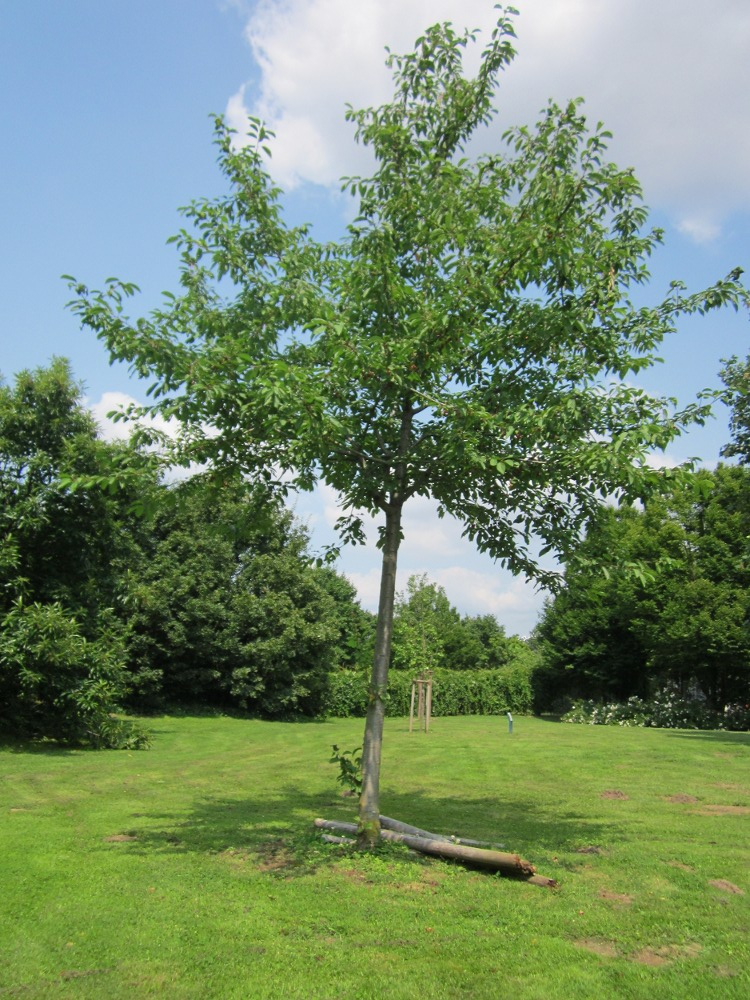